# Retipenna hasegawai
Retipenna hasegawai là một loài côn trùng trong họ Chrysopidae thuộc bộ Neuroptera. Loài này được Nakahara miêu tả năm 1955.